# سرخیو سالا
سرخیو سالا (انگلیسی: Sergio Sala؛ زادهٔ ۱ ژانویهٔ ۱۹۵۸) بازیکن فوتبال است.